# پلاس (کالیفرنیا)
پلاس (به انگلیسی: Plasse) یک منطقهٔ مسکونی در ایالات متحده آمریکا است که در شهرستان آمادور، کالیفرنیا واقع شده‌است. پلاس ۲٬۲۲۱ متر بالاتر از سطح دریا واقع شده‌است.